# Luca Maiorano
Luca Alessandro Maiorano (14 juli 2005) is een Noors-Belgisch voetballer die onder contract ligt bij Roda JC Kerkrade.

## Carrière
Maiorano ruilde in 2023 de jeugdopleiding van Lierse Kempenzonen voor die van Roda JC Kerkrade. In de zomer van 2025 liet trainer Kevin van Dessel hem tijdens de voorbereiding op het seizoen 2025/26 aansluiten bij de eerste ploeg. Maiorano liet zich tijdens die seizoensvoorbereiding opmerken door onder andere een doelpunt te scoren in een oefenwedstrijd tegen Alemannia Aachen. Op 10 augustus 2025 maakte Maiorano zijn officiële debuut voor het eerste elftal van de club: op de openingsspeeldag van de Keuken Kampioen Divisie liet Van Dessel hem tegen Helmond Sport (1-3-zege) in de 77e minuut invallen.

## Clubstatistieken
| Seizoen         | Club            | Land               | Competitie      | Competitie | Competitie | Beker | Beker | Supercup | Supercup | Europees | Europees | Totaal | Totaal |
| Seizoen         | Club            | Land               | Competitie      | Wed.       | Dlp.       | Wed.  | Dlp.  | Wed.     | Dlp.     | Wed.     | Dlp.     | Wed.   | Dlp.   |
| --------------- | --------------- | ------------------ | --------------- | ---------- | ---------- | ----- | ----- | -------- | -------- | -------- | -------- | ------ | ------ |
| 2025/26         | Roda JC         | Vlag van Nederland | Eerste divisie  | 1          | 0          | 0     | 0     | —        | —        | —        | —        | 1      | 0      |
| Carrière totaal | Carrière totaal | Carrière totaal    | Carrière totaal | 1          | 0          | 0     | 0     | 0        | 0        | 0        | 0        | 1      | 0      |

Bijgewerkt op 13 augustus 2025.

## Interlandcarrière
Maiorano kwam in 2022 twee keer uit voor Noorwegen –17.